# Kölcsey Ferenc emlékezete Erdélyben

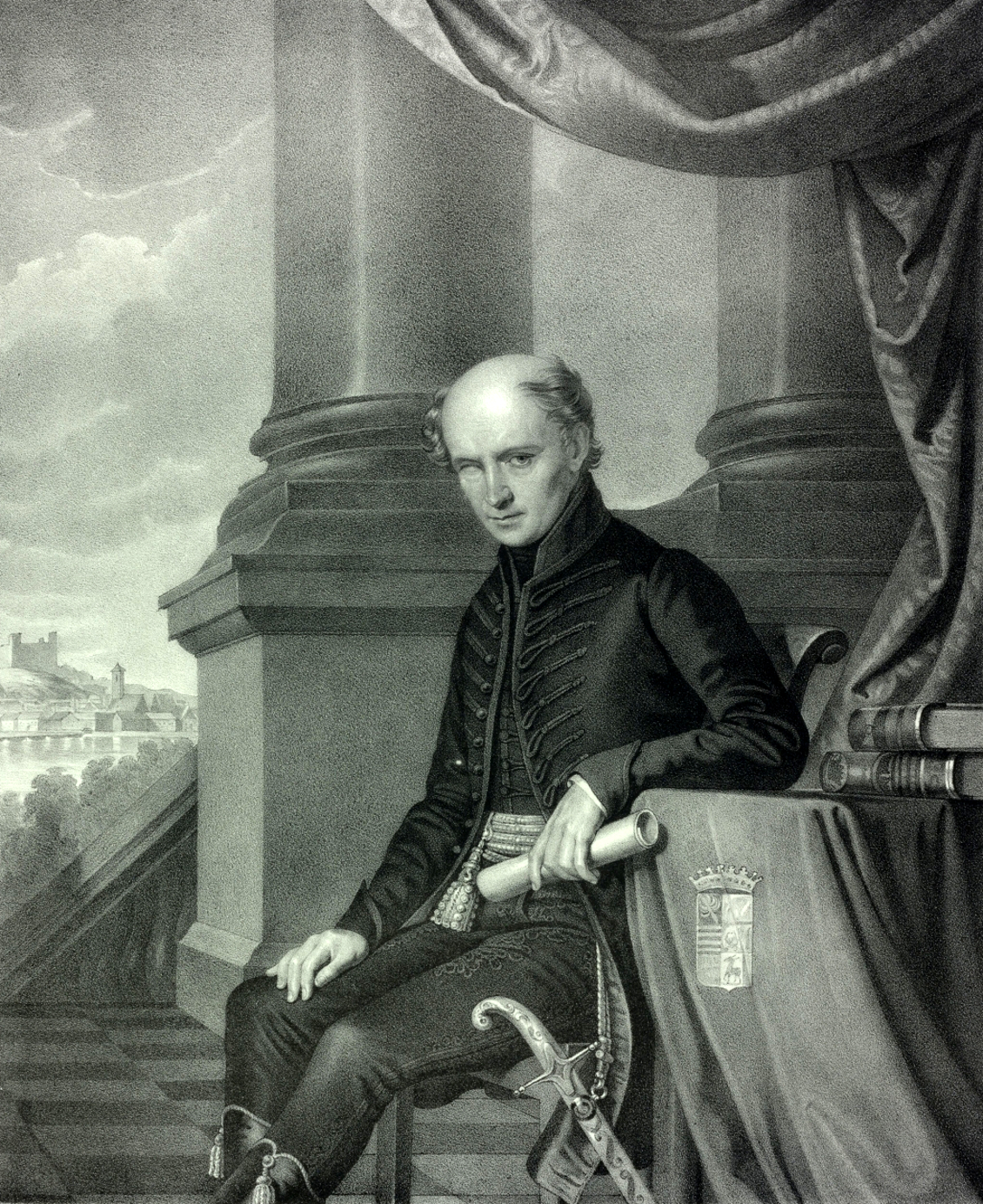
Kölcsey Ferenc

Kölcsey Ferenc emlékezete Erdélyben. Az egykori Közép-Szolnok megyei Sződemeteren született költőt mint a magyarság fohászává vált Himnusz szerzőjét és reformkori politikust, aki közpályáján Szatmár vármegye követe a pozsonyi országgyűlésen, s Wesselényi Miklós védője volt, az erdélyiek különlegesen magukénak érzik, s ez tiszteletében is érvényre jut.

## A 19. században
Már a 19. században  működött nevéről elnevezett egyesület Aradon és Nagykárolyban, kör Szatmárnémetiben, s ezek általános művelődési tevékenységük feladatának tekintették Kölcsey Ferenc emlékezetének ápolását is.
Az első jelentős Kölcsey-monográfiát Jancsó Benedek jelentette meg Kolozsvárt (1885), s a költő akadémiai titkárságával Széchy Károly foglalkozott az EME Bölcselet-, Nyelv- és Történettudományi Szakosztályának ülésén (1887), míg közéleti szerepléséről a Szatmári Közlöny (1890), íróvá válásáról a Nagykároly és Vidéke (1898) közölt ismeretlen adatokat.

## A két világháború között
A két világháború közt is részt vettek a Kölcsey-kutatásban erdélyi írók, így Gáldi László Kölcsey és Eminescu sztoicizmusa c. tanulmányával (Apollo, Budapest, 1939/1-2).
Kölcsey halálának 1938. augusztus 24-i százéves évfordulója Erdélyben is élénk visszhangot váltott ki. Szentimrei Jenő a Korunkban a költő korszerűségére figyelmeztetett: "Erre az írótípusra éppen ennek az ingadozó, gerincében és ítéleteiben megszilárdulni képtelen kornak volna égető szüksége. Ő az író és polgár, a valló és vállaló, a harcos, a meg nem hátráló, aki mindamellett halálosan nyugodt, nem izgága, megvetően elkerül messzire minden olcsó, demagóg hatást."
Az Erdélyi Helikon szerkesztőjeként Kovács László a magával ragadó szónokot ünnepelte, aki kiragadta a magyar stílust "a jogi cikornyák, a nehézkes és nagyképű mondattekervények hínárjából." Ugyanitt Vita Zsigmond Kölcsey nyelve és lelkivilága c. tanulmányában a tűrés és alkotás életformáját idézte a költő hagyatékából. Az Aradi Hírlapban (1938. augusztus 21.) Kulcsár Kálmán méltatta Kölcsey írói, politikusi és emberi nagyságát.
Az évforduló alkalmából kezdte el Szentimrei Jenő anyaggyűjtését készülő Kölcsey-regényéhez, cikksorozatban számolva be kutatásai kapcsán a Brassói Lapok hasábjain mindarról, amit az élő Kölcsey-leszármazottak ajkáról mint szájhagyományt a költő múltjából megtudott (1938. szeptember 18-24.) Levéltári forrásokra is kiterjedő kutatások és helyszíni vizsgálódások nyomán elkészült a regény, azonban Romániában nem kapott kiadót, s csak Budapesten jelenhetett meg Sárközi György lektori segítségével 1939-ben. Ebben az évben jelent meg a nagyváradi Lorántffy Zsuzsanna Egyesület centenáris Kölcsey-ünnepségén elhangzott előadások anyaga is Az élő Kölcsey c. kötetben, Berde Mária, Olosz Lajos, Szentimrei Jenő, Tabéry Géza emlékező írásaival. A brassói Hasznos Könyvtárban Paál Árpád foglalta antológiába jeles írók Kölcseyről szóló emlékezéseit. Az Erdélyi Múzeumban László Dezső pedagógiai szempontból foglalkozott Kölcsey Parainesis c. munkájával (1939), majd Rass Károly értekezett a költő irodalomtörténeti szerepéről (1940). Megjelent Kristóf György tanulmánya Kölcsey esztétikájáról (1940), s Gönczi Magdolna a Himnuszt a bibliai jeremiádokkal hasonlította össze az Antal Márk tiszteletére kiadott emlékkönyvben (1943).

## A 2. világháború után
Az 1944 utáni romániai Kölcsey-kultusz és irodalomtörténeti hozzájárulás már lényegesen szerényebb, mindössze 1957-ben jelent meg Szentimrei Jenő Ferenc tekintetes úr c. regényének 2. kiadása.
A fennállásának 400. évfordulóját ünneplő volt Református Kollégium Szatmárnémetiben ugyanebben az évben a "Kölcsey Ferenc Középiskola" nevet kapta, de ezt a nevet már az 1961-ben történt átszervezéskor visszavonták... Molter Károly méltatása a Kölcsey-regényről még megjelent az Utunkban, de Vita Zsigmond közlése Kölcsey otthonáról s elemzése a Rebellis versről újra csak Magyarországon jelenhetett meg (1962, 1964).
Az erdélyi Kölcsey-kutatás 1970-ben Rohonyi Zoltán két tanulmányával szaporodott a NyIrK hasábjain. Az első Kölcsey pályakezdését mutatta be "klasszicizmus és romantika között", a második Kölcsey romantikájának kialakulása címen "a francia forradalom felemelő s ugyanakkor eredményeivel egyben le is sújtó élménye, az ennek nyomán bekövetkező egyetemes bizonytalanság-érzésnek a magyar feudalizmus nyomasztó válságával való összefonódása" hatására elmélyülő filozófiai kételyben láttatja Kölcsey tragikus sorsfilozófiájának magyarázatát. Ezután készült el Rohonyi Zoltán kismonográfiája Kölcseyről (Kolozsvár, 1975), valamint A magyar romantika kezdetei (1975) c. művének Kölcseyre vonatkozó fejezete.
Antal Árpád egyetemi jegyzeteinek, Kocziány László, majd Kozma Dezső tankönyveinek Kölcsey-fejezetei után nyitást jelentett a Helikonban K. Jakab Antal Szöveggyűjtemény-sorozatának Kölcsey-anyaga (1991/16), melyből a közönség – és főleg az ifjúság – megismerhette végre a Himnusz, Zrínyi dala, Rákos, Zrínyi második éneke, A szabadsághoz, Rákóczi, hajh..., Huszt c. költemények szövegét.

## Kapcsolódó információk
- Szentimrei Jenő: író és polgár. Korunk 1938/7-8
- Ferenc tekintetes úr. Regény. Budapest, 1939; 2. kiadás. Marosvásárhely, 1957
- Kovács László: Kölcsey. Erdélyi Helikon 1938/8.
- Vita Zsigmond: Kölcsey nyelve és lelkivilága. Erdélyi Helikon 1938/9
- Vita Zsigmond: Gáspár János a Kölcsey-házban. Közlés a nagyenyedi pedagógus visszaemlékezéseiből. Utunk 1970/39.
- Szenczei László: Két könyv Kölcseyről. Szentimrei Jenő és Paál Árpád könyvei. Erdélyi Helikon 1939/7.
- Az élő Kölcsey. Cikkgyűjtemény. Református Könyvtár 54. kötet. Nagyvárad, 1939
- Paál Árpád: Emlékezések Kölcsey Ferencről. Antológia. Hasznos Könyvtár, Brassó 1939
- Ficzay Dénes: Ferenc tekintetes úr. Igaz Szó 1957/9.
- Molter Károly: A kiigazított Kölcsey-arckép. Utunk 1957/33.
- Kiss András: Ismeretlen Kölcsey-kéziratok 1829-ből. Irodalomtörténet, Budapest, 1959/2.
- Rohonyi Zoltán: A klasszicizmus és a romantika között. Kölcsey pályakezdése. NyIrK 1970/1
- Rohonyi Zoltán: Kölcsey romantikájának kialakulása. NyIrK, 1970/2; Kölcsey Ferenc életműve. Kismonográfia, Kolozsvár, 1975
- Lászlóffy Aladár: Kölcsey bennünk. Helikon, 1990/32.